# Néstor Jiménez
Néstor Andrés Jiménez Ramírez (San Fernando de Apure, Venezuela; 8 de abril de 2003) es un futbolista venezolano que juega como delantero en el Caracas Fútbol Club de la Primera División de Venezuela.

## Selección nacional
Jiménez ha representado a Venezuela a nivel internacional juvenil. Disputó con Venezuela el Campeonato Sudamericano Sub-20 de 2023.